# Eudokija Velika Komnena
Srednjovjekovna trapezuntska princeza Eudokija (grč. Ευδοκία) (? - ?) bila je gospa Sinope, kći cara Aleksija III. i carice Teodore, unuka cara Bazilija i carice Irene te potomak Eudokije Paleolog i Irene Komnene.
Nije poznato kada je rođena.
Njezina je sestra, Ana Velika Komnena, bila kraljica Gruzije.
Eudokija, koja je bila pravoslavka, udala se za muslimana, çelebija Tadžeddina, pašu i emira Limnije. Vjenčali su se 8. listopada 1378.
Taj je brak služio kao savez između cara Aleksija i muslimana koji su živjeli u Sinopi.
Eudokija je mužu rodila sina Altamura.
Nakon smrti svog muža, Eudokija je postala žena Srbina Konstantina Dragaša, čija je kći bila carica Jelena Dragaš.
Prema jednoj teoriji, Eudokija je bila i žena cara Ivana V. Paleologa.
Eudokija i Konstantin nisu imali djece.